# Runy bez pnia

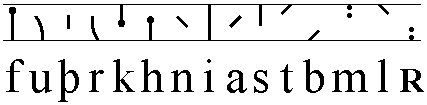
Runy bez pnia

Runy bez pnia (szw. stavlösa runor) – rzadko spotykana forma pisma runicznego, będąca modyfikacją fuþarku młodszego. Pojawiły się na przełomie X i XI wieku i prawdopodobnie miały służyć przyśpieszeniu procesu pisania, nie upowszechniły się jednak nigdy na szerszą skalę.
Runy bez pnia powstały w wyniku uproszczenia wyglądu fuþarku poprzez usunięcie pni i zostawienie tylko tzw. gałązek. Najważniejsze zabytki tego typu pisma pochodzą z terenu szwedzkiej prowincji Hälsingland, stąd często nazywa się je także hälsingerunor („runy z Hälsingland”). Inne zabytki znane są z Medelpad, Södermanland i norweskiego Bergen. Ze względu na daleko idące uproszczenie inskrypcje zapisane runami bez pnia sprawiają runologom spore trudności przy odczycie.